# Nebulossa
Nebulossa är en spansk musikgrupp, bestående av sångaren María "Mery" Bas och keyboardisten och producenten Mark Dasousa. Nebulossa  representerade Spanien i Eurovision Song Contest 2024 med låten "Zorra".